# Laanemetsa
Laanemetsa – wieś w Estonii, prowincji Valga, w gminie Taheva. Około 4 km na północny wschód od wsi znajduje się dwudzieste trzecie pod względem powierzchni jezioro Aheru.